# Slavomir Moravski
Slavomir (slovaško Slavomír, latinsko Sclaiamarus) je bil velikomoravski knez ali plemenski poglavar iz družine Mojmirjev, ki je bil leta 871 za kratek čas knez Velikomravske ali samo Kneževine Nitre. 
Za duhovnika bi ga Lahko izobrazil in posvetil bavarski misijon v Velikomoravski.
Leta 871 je frankovski kralj Karlman Bavarski  ukazal zapreti nitranskega kneza Svetopolka, pred tem pa je v moravskem delu Velikomoravske za vladarja imenoval mejna grofa Panonske Marke Engelšalka I. in Viljema II.
Velikomoravski ali morda samo nitranski Slovani so mislili, da je bil Svetopolk ubit, in so za vladarja postavili dotlej neznanega duhovnika, Svetopolkovega sorodnika Slavomirja, ki je bil takrat edini svobodni član družine Mojmirjev. Slavomir je v to privolil in stopil na čelo upora proti Karlmanovima vojvodoma Engelšalku in Viljemu na Moravskem.
Zaprti Svetopolk je obljubil Karlmanu, da bo premagal Slavomirja. Zaradi pomanjkanja dokazov so ga izpustili, obdarili in skupaj s Karlmanovo vojsko poslali na Velikomoravsko. Svetopolk se je po prihodu na Velikomoravsko na skrivaj povezal s Slavomirjem, uničil Karlmanovo vojsko in pregnal Bavarce z Moravske. Engelšalk in Viljem sta bila v bitkah ubita. Svetopolk je od leta 871 vladal v celotni Velikomoravski, se pravi v Moravski in Nitri. 
Po letu 871 se Slavomir nič več ne omenja. Možno je, da je poistoveten s Svetopolkovim najstarejšim sinom Predslavom, in je morda sodeloval pri osvoboditvi Metoda iz frankovskega ujetništva.

## Odlomek izFuldskih letopisov
Svetopolka, Rastislavovega nečaka, ki ga je Karlman obtožil zločina izdaje, so vrgli v ječo. Moravski Slovani so v prepričanju, da je njihov knez poginil, postavili za vladarja nekega duhovnika, sorodnika tega kneza, po imenu Slavomirja, in mu zagrozili s smrtjo, ako ne sprejme oblasti nad njimi. Slavomir je zaradi okoliščin privolil in jim dovolil, da začnejo boj proti Karlmanovima vojvodoma Engelšalku in Viljemu ter ju skušajo pregnati z zasedenih gradov. Toda oni, ki so se borili proti sovražniku z istim namenom in pobili več njegove vojske, so ga pognali v beg ...
Medtem se je Svetopolk, ker mu nihče ni mogel dokazati zločinov, katerih je bil obtožen, izpuščen od Karlmana in počaščen s kraljevimi darovi, vrnil v svoje kraljestvo, vodeč s seboj Karlmanovo vojsko, kakor da bi bil pripravljen premagati Slavomirja; zato je zvito obljubil Karlmanu, ako se sme vrniti v domovino. Kakor pa navadno sramota doleti nepremišljene in domišljave, tako je bilo tudi s tisto vojsko, kajti Svetopolk je, medtem ko so drugi pregledovali tabor, vstopil v starodavni Rastislavov grad in po slovanski navadi takoj prelomil obljubo in pozabil na prisego. Napel je vse svoje sposobnosti in trud, da ne porazi Slavomirja, in se maščuje za laž in žalitev, ki mu jo je povzročil Karlman. Nazadnje je z veliko vojsko napadel nič hudega sluteče in neprevidne Bavarce v taboru in jih mnoge žive ujel, ostale pa je, razen tistih, ki so se najprej previdno oddaljili od tabora, skoraj vse pobil; in vse veselje Bavarcev ob njihovih številnih nekdanjih zmagah se je spremenilo v žalost in objokovanje.
– Fuldski letopisi